# Yanqul (Oman)
Yanqul (arabisch ينقل, DMG Yanqul) ist eine Kleinstadt mit 12.241 Einwohnern (Stand 2020) im Sultanat Oman. Yanqul liegt am Fuße des Hadschar-Gebirge und an der Fernstraße Route 8. Yanqul ist administrativ auch ein Wilaya des Gouvernements az-Zahira.